# ACOS Plus 1
ACOS Plus 1 ist eine Projektmanagementsoftware zum Planen, Steuern und Überwachen von Projekten, sie wurde in den 1980er Jahren entwickelt und wird bis heute weiter angepasst und verbessert. Die aktuelle Version ist die Version 9.

## Allgemeines
Die Software ist ein branchenneutrales, auf der Netzplantechnik basierendes Projektmanagement- bzw. Multiprojektmanagement-System nach DIN 69901 und wird vor allem in professionellen Bereichen genutzt, beispielsweise im Bauwesen, Schiffs-, Kraftwerks- und Anlagenbau. Es stellt dem Projektleiter und allen an der Planung beteiligten Instanzen die nötigen Informationen zur Verfügung, um alle planungsrelevanten Parameter aufeinander abzustimmen. Dabei sind alle Beteiligten stets über den Gesamtstand des Projektes informiert und können ihre Termin-, Kosten- und Kapazitätenplanung optimieren. Das Programm ist derzeit in den Sprachen Englisch, Deutsch und Portugiesisch verfügbar.

## Wesentliche Funktionen
Der Projektmanagement-Client ermöglicht
- Termin-, Kapazitäts- und Kostenplanung, Auftragsplanung
- Optimierung und Glättung von Projekten
- Rückmeldung von Terminen, Kapazitäten und Kosten
- Update-Terminrechnung, Variabler Soll/Ist-Vergleich, Abweichungsberichte
- Meilensteintrend (vgl. Meilenstein (Projektmanagement))
- Multiprojektpool, Daten-Import/Export, Netzwerk/Terminalserver
- Multiuser/Multisession
- Microsoft Access Datenbank (ODBC)

## Benutzeroberfläche
ACOS Plus 1 benutzt die gewohnte graphische Windowsoberfläche um die Projekte abzubilden. In vielen Projektansichten vom Strukturplan bis zum Netzplan kann gearbeitet werden. Es bietet dem Anwender auch wenig bekannte Funktionen wie zum Beispiel Diagramme zur Meilenstein- und Kostentrendanalyse oder komprimierte Balkenpläne, in denen mehrere Balken in einer Zeile liegen.

## Verbreitung
Die Verwendung von ACOS Plus 1 wurde bei einzelnen Projektausschreibungen gefordert (etwa beim Ausbau des Flughafens München).
Das Programm wird in einzelnen Berufsschulen und auch an wenigen allgemeinbildenden Schulen ab Klasse 9 unterrichtet und mittels didaktischer Unterrichtsmaterialien zur Verfügung gestellt. Die Firma Tampier-Software stellt aber auch eine kostenlose Demoversion zur Verfügung, die mit 50 möglichen Vorgängen mehr als einfache Übungsbeispiele ermöglicht.
Die Software  wird beispielsweise von folgenden Unternehmen verwendet (Auswahl):
Alexandria Shipyard, Bilfinger&Berger, BMW, British Aerospace, CPTM (Companhia Paulista de Trens Metropolitanos), DB ProjektBau, Deutsche Bahn, EADS, E.ON, Flensburger Schiffbau-Gesellschaft, Hochtief, Hofmann Modellbau, KPMG, Miele, Royal Australian Air Force, Strabag, Volkswerft Stralsund, Wittfeld. Das Hochbauamt der Stadt Frankfurt am Main verwendet ACOS für seine Termin- und Ablaufplanung.

## Bewertungen
- Testsieger der Zeitschrift Computerwoche im Bereich 'Planung von Sanierungsmaßnahmen'.[11]
- Testsieger der Zeitschrift OR Spectrum.[12]
- Testsieger bei der Bewertung von Projektmanagementsoftware im Rahmen einer Dissertation an der TU Braunschweig.[13]
- Testsieger im Rahmen einer Diplomarbeit an der Otto-von-Guericke-Universität Magdeburg.[14]
- Die Arbeitsgruppe SODIS hat das Programm hinsichtlich seiner Eignung für den Schulunterricht geprüft und für „sehr empfehlenswert“ befunden.[15]

## Erwähnung in Fachliteratur
- Bernhard Fleischmann, Karl-Heinz Borgwardt, Robert Klein: Operations Research Proceedings 2008: Selected Papers of the Annual International Conference of the German Operations Research Society (GOR) University of Augsburg, September 3-5, 2008, 2009, S. 166
- Manfred Burghardt: Projektmanagement, Leitfaden für die Planung, Überwachung und Steuerung von Projekten, Wiley, 2012, S. 650
- Rainer Schach, Wolfgang Sperling: Baukosten: Kostensteuerung in Planung und Ausführung, 2013, Springer Verlag, Berlin, Heidelberg, S. 866
- Christoph Schwindt, Jürgen Zimmermann:  Handbook on Project Management and Scheduling Vol. 2,·Springer International Publishing, 2015, S. 1386